# Karmelietessenklooster (Leopoldsburg)

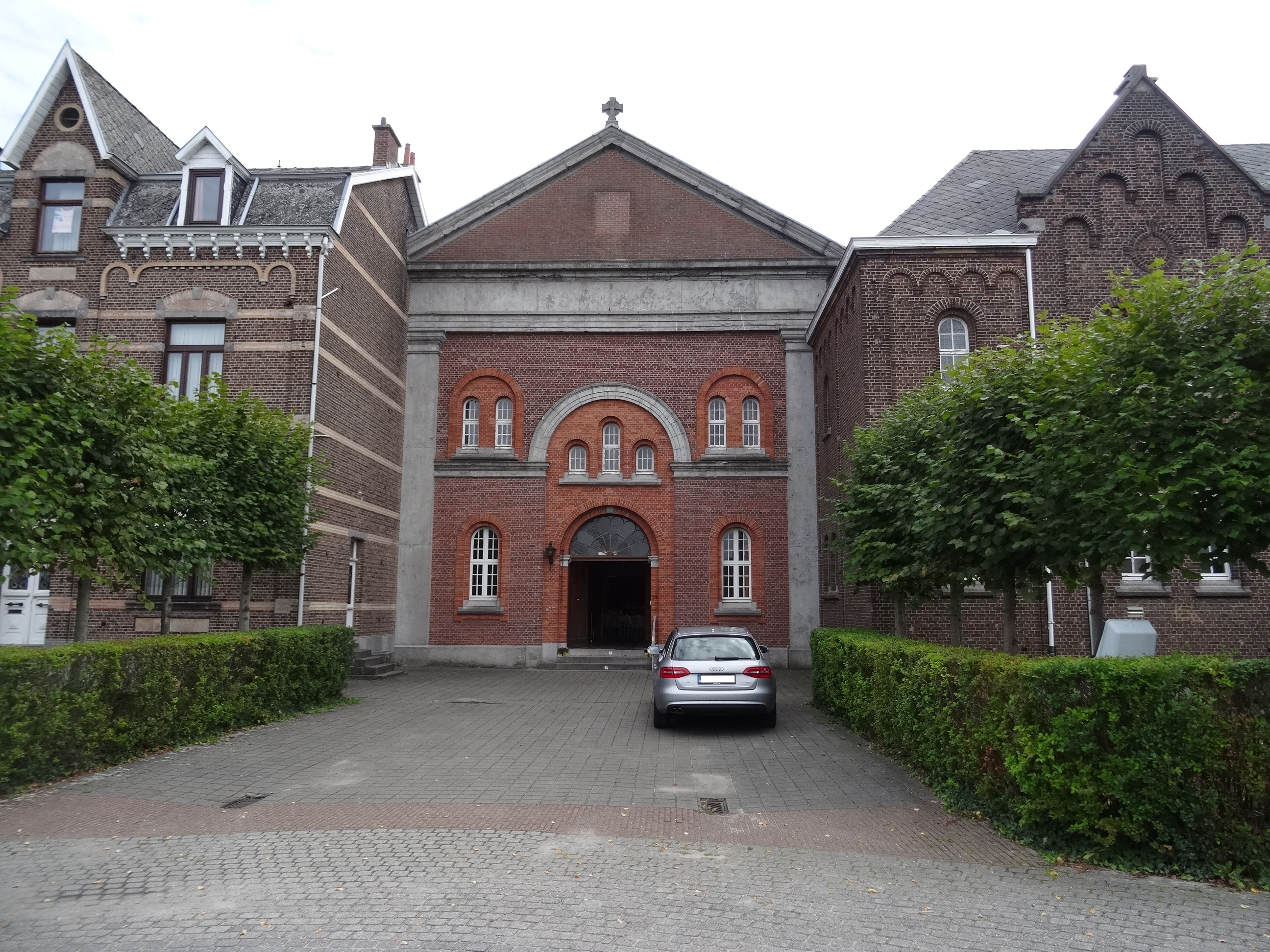
De kapel van de heilige Theresia van Lisieux

Het Karmelietessenklooster, voluit Karmel Maria Middelares is een karmelietessenklooster aan het Koning Albert I-plein in Leopoldsburg dat bestond van 1924 tot 2012.
Kern van het klooster is de kapel. Dit is een neoclassicistische voormalige parochiekerk die gebouwd werd buiten het militaire domein, in 1843. Met de ingebruikneming van de grotere Onze-Lieve-Vrouw-Tenhemelopnemingskerk in 1906 kwam de voorganger leeg te staan en werd als pakhuis gebruikt. In 1924 kreeg het gebouw weer een religieuze functie als kapel, toen door toedoen van Edward Poppe een karmelietessenklooster werd gesticht. Deze priester was reeds in 1922 geestelijk leider geworden van de religieuzen die in Leopoldsburg hun dienstplicht moesten vervullen (de Cibisten genaamd). In 1956 werd de kapel verrijkt met een kruisweg van de hand van Victor Van Meerbeeck.
Er werd door de karmelietessen ook een lekenorde gevormd. 
In maart 2012 werd bekendgemaakt dat het klooster ging sluiten. De laatst overgebleven vijf bejaarde zusters verhuisden naar kloosters in Vilvoorde of Vlamertinge, of naar een rusthuis. De kapel bleef bewaard, maar het grote kloostergebouw werd verkocht.